# Naprej zastava slave
"Naprej zastava slave" (Nederlands:Voorwaarts, Vlag van Roem) is een op 16 mei 1860 geschreven Sloveens gedicht van Simon Jenko. De muziek is van Davorin Jenko. Het werd in het laatste kwart van de 19e eeuw het informele volkslied van de Slovenen.  
Een deel van Naprej, zastava slave werd, samen met delen uit de Kroatische en Servische hymnen samengevoegd tot het nationale volkslied van het Koninkrijk Joegoslavië. Deze Joegoslavische hymne werd later vervangen door het in Slowakije geschreven panslavistische Hej, Slovani.
Het Naprej, zastava slave werd tijdens de Tweede Wereldoorlog gebruikt door de Sloveense partizanen en het Sloveense Bevrijdingsfront. Met het ontstaan van de republiek Slovenië in de Joegoslavische federatie, werd Naprej, zastava slave hymne van de Sloveense republiek. Eerst aan het begin van de jaren 80 van de 20e eeuw werd het verdrongen door Zdravljica, geschreven door France Prešeren, dat op 27 september 1989 bij parlementsbesluit het volkslied van Slovenië is geworden. Naprej zastava slave is nog in gebruik als hymne bij het Sloveense leger. 

## Tekst
| Sloveens Naprej zastava Slave Naprej zastava slave, na boj junaška kri, za blagor očetnjave naj puška govori! Z orožjem in desnico, nesimo vragu grom, zapisat v kri pravico, ki terja jo naš dom. Naprej zastava slave, na boj junaška kri, za blagor očetnjave naj puška govori! Naprej! Naprej! | Engels Forward, Flag of Glory Forward!, flag of glory, To battle, heroes' blood! For our fatherland's sake Let the rifles sound. With weapons on our right We bring the devil wrath. To write in blood the justice Demanded by our land. Forward!, flag of glory, To battle, heroes' blood! For our fatherland's sake Let the rifles sound. Forward! Forward! | Duits Vorwärts, du Fahne des Ruhmes Vorwärts, du Fahne des Ruhmes, auf zum Gefecht, du heldenhaftes Blut, zum Wohl des Vaterlandes soll sprechen das Gewehr! Mit der Waffe und der Rechten bringen wir dem Teufel Donner, ins Blut das Recht zu schreiben, das fordert unser Heim. Vorwärts, du Fahne des Ruhmes, auf zum Gefecht, du heldenhaftes Blut, zum Wohl des Vaterlandes soll sprechen das Gewehr! Vorwärts! Vorwärts! |